# Agrippina con
Julia Agrippina, còn gọi là Agrippina Minor, tức Agrippina nhỏ (tiếng Latin: IVLIA•AGRIPPINA; từ năm 50 gọi là IVLIA•AVGVSTA•AGRIPPINA, tiếng Hi Lạp: η Ιουλία Αγριππίνη, sinh 6 tháng 11 năm 15 mất khoảng 19 tháng 3-23 tháng 3 năm 59), là Hoàng hậu Đế quốc La Mã. Bà là cháu cố của Hoàng đế Augustus; cháu họ Hoàng đế Tiberius và được ông nhận làm cháu gái; là em gái của Hoàng đế Caligula; vợ của Hoàng đế Claudius, và là mẹ của Hoàng đế Nero.
Các sử gia cổ đại và đương đại miêu tả bà là người "hiểm độc, tham vọng, tàn bạo, và độc đoán." Tuy nhiên, bà là một phụ nữ đẹp và có nhiều người ngưỡng mộ. Nhiều sử gia cổ đại cáo buộc Agrippina đầu độc Hoàng đế Claudius dù những ký thuật của họ không đồng nhất.

## Thiếu thời

### Gia đình
Agrippina là con thứ tư nhưng là con gái đầu của Agrippina mẹ với Germanicus. Bà mang tên của mẹ. Agrippina mẹ là một phụ nữ nhu mì nhưng quả cảm, bà là con của Julia mẹ và Marcus Vipsanius Agrippa. Cha của Julia là Hoàng đế Augustus. Julia là con duy nhất của Augustus trong cuộc hôn nhân với Scribonia, một hậu duệ của tướng Pompey và nhà độc tài Lucius Cornelius Sulla.
Cha của Agrippina là một tướng lĩnh và chính trị gia được lòng dân. Mẹ ông là Antonia em, cha ông là tướng Nero Claudius Drusus. Antonia là con gái của Octavia em trong cuộc hôn nhân thứ hai của bà với Mark Antony. Octavia là chị ruột của Augustus. Cha của Germanicus, Nero Claudius Drusus, là con trai thứ hai của Nữ hoàng Livia Drusilla trong cuộc hôn nhân thứ nhất của bà với pháp quan Tiberius Nero (về sau bà là vợ thứ ba của Augustus); Drusus là em trai của Hoàng đế Tiberius và là con kế của Augustus. Năm 9, Augustus ra lệnh cho Tiberius nhận Germanicus làm con nuôi và là người kế vị. Luôn được ông bác sủng ái, Germanicus hi vọng sẽ nối ngôi Tiberius.
Agrippina sinh tại Oppidum Ubiorum, một tiền đồn của Đế quốc La Mã (nay là Köln, Đức). Cùng với song thân, cô rong ruổi khắp đế quốc cho đến năm 18, cô và anh chị em (ngoại trừ Caligula) trở về La Mã sống với bà nội. Cha mẹ cô đến Syria. Một năm sau Germanicus chết đột ngột ở Antioch (nay là Antakya, Thổ Nhĩ Kỳ).
La Mã đau buồn vì cái chết của Germanicus, mẹ cô trở về mang theo tro cốt của chồng. Agrippina lớn lên ở Đồi Palatine trong sự chăm sóc của mẹ và bà cố Livia, cả hai đều là những mệnh phụ đầy quyền lực và có nhiều ảnh hưởng ở La Mã. Tiberius là chủ của đại gia đình.
Sau sinh nhật thứ 13 của Agrippina vào năm 28, Tiberius gả cô cho Gnaeus Domitius Ahenobarbus, cháu ngoại của Octavia em và là anh họ Agrippina. Hôn lễ tổ chức tại Capital ở La Mã. Domitius thuộc một gia đình danh giá. Dòng họ bên nội của Domitius có người từng giữ chức chấp chính. Qua mẹ của ông, Antonia chị, Domitius có họ hàng với hoàng gia. Là chị của Antonia em, Antonia là con gái của Octavia con với Mark Antonhy (Augustus là cậu của bà). Domiticus là người giàu có nhưng ti tiện và xảo trá. Năm 32, ông làm quan chấp chính. Agrippina và chồng sống tại một địa điểm giữa Antium (nay là Anzio) và La Mã. Người ta không biết gì nhiều về mối quan hệ giữa hai người.

### Triều đại Caligula

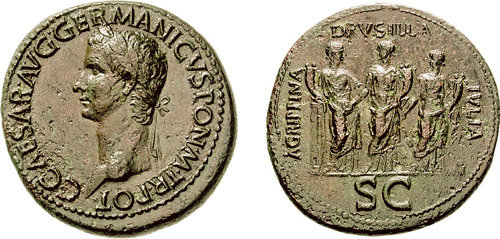
Tiền đồng thời Caligula khắc hình ba chị em Drusilla, Livilla và Agrippina.

Ngày 16 tháng 3 năm 37, Tiberius băng hà tại Misenum, Caligula nối ngôi. Agrippina, em gái của tân vương, cũng có thêm quyền thế.
Agrippina cùng các em gái Julia Drusilla và Julia Livilla được anh ban tặng các đặc ân:
- Những quyền dành cho các nữ tư tế thần Vesta (như được dự khán các trận đấu từ hàng ghế cao trên khán đài).
- Phát hành tiền đồng khắc hình Caligula và các em gái, là điều chưa từng có trước đây.
- Caligula thêm tên các em gái của mình vào lời tuyên thệ trung thành: "Tôi xem sự an toàn của Hoàng đế và các em gái của người là quan trọng hơn mạng sống của tôi và con cái tôi", và "Vạn tuế Hoàng đế và các em gái của người."

Agrippina mang thai, Domitius nhận mình là cha đứa bé. Tại Antium, sáng sớm ngày 15 tháng 12 năm 37, Agrippina sinh hạ một con trai đặt tên Lucius Domitius Ahenobarbus theo tên người cha quá cố của Domitius. Đứa bé lớn lên trở thành Hoàng đế Nero.
Có những cáo buộc cho rằng Caligula có quan hệ loạn luân với các cô em gái. Người ta tin rằng trong các đại yến, Caligula quan hệ loạn luân với các em gái, và cho phép bạn bè quan hệ với họ ngay trong lâu đài hoàng cung. Ngày 10 tháng 6 năm 38, Drusilla qua đời, từ đó mối quan hệ giữa Caligula với Agrippina và Livilla cũng không còn như trước. Không còn tình yêu cuồng nhiệt hoặc sự tôn trọng nào Caligula dành cho họ.
Năm 39, Agrippina, Livilla và Marcus Aemilius Lepidus, chồng của Drusilla, dính líu vào vụ mưu sát Caligula để đưa Lepidus lên ngôi hoàng đế. Lepidus, Agrippina và Livilla có quan hệ tình cảm với nhau. Khi Lepidus bị đem ra xét xử, Caligula cáo giác họ là những kẻ ngoại tình, và công bố những lá thư viết tay về âm mưu sát hại ông.
Lepidus bị xử tử, Agrippina và Livilla bị đày đến đảo Pontine. Caligula cho bán toàn bộ tài sản, châu báu, nô lệ, tôi tớ của họ và buộc họ phải mò tìm hải miên để sống. Có lẽ Agrippina trở nên tay bơi giỏi trong giai đoạn này. Lucius phải đến sống với cô Domitia Lepida sau khi bị Caligula tước quyền thừa kế. Tháng 1 năm 40, Domitius chết vì bệnh phù tại Pyrgi. Ngày 21 tháng 1 năm 41, Caligula, vợ và con gái bị giết chết. Chú ruột của Caligula, Claudius, trở thành hoàng đế La Mã.

## Triều đại Claudius

### Hồi hương

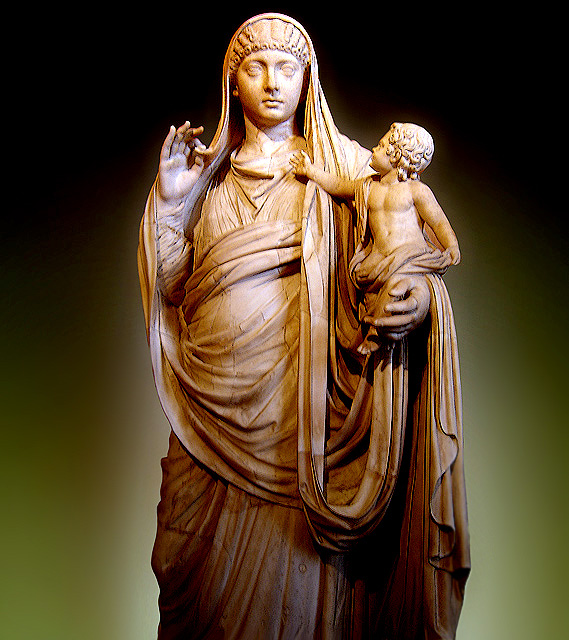
Tượng Messalina và con trai Britannicus. Hiện vật bảo tàng Louvre, Paris

Claudius xóa án lưu đày cho Agrippina và Livilla. Livilla về với chồng, Agrippina sum họp với cậu con trai còn xa lạ với mẹ. Sau khi người chồng đầu tiên qua đời, Agrippina tìm cách tiếp cận với Galba (sau này là hoàng đế) mặc dù Galba chung thủy với vợ và chẳng quan tâm gì đến Agrippina. Có một lần, trước sự chứng kiến của nhiều phụ nữ đã kết hôn, mẹ vợ của Galba đã nhục mạ và tát vào mặt Agrippina.
Claudius phục hồi quyền thừa kế của Lucius và sắp xếp cho Gaius Sallustius Crispus Passienus ly dị Domitia (cô của Lucius) để Crispus có thể kết hôn với Agrippina. Crispus trở thành chồng thứ hai của Agrippina và là cha kế của Lucius. Crispus là người quyền thế, giàu có, khôn khéo, nổi tiếng, có nhiều ảnh hưởng, và đã hai lần nhận chức chấp chính. Tuy nhiên, người ta không biết gì nhiều về mối quan hệ của hai người.
Trong năm đầu trị vì, Claudius kết hôn với Valeria Messalina. Messalina là một phụ nữ nhiều tai tiếng và có quan hệ họ hàng với Agrippina. Khi ấy, địa vị thấp hèn của Agrippina không cho bà có cơ hội vào hoàng cung.
Nhận biết con trai của Agrippina là mối đe dọa cho con trai mình, Messalina cho người đến siết cổ Lucius đang trong giấc ngủ trưa. Sát thủ kinh hãi bỏ trốn khi thấy một con rắn phóng ra từ dưới gối của Nero – thật ra đó chỉ là một lớp da rắn trên giường, gần gối của Nero.
Năm 47, Cripus qua đời. Ngay trong đám tang có lời tiếng cho rằng Agrippina đã đầu độc Crispus để chiếm đoạt lãnh địa của chồng. Sau khi mất người chồng thứ hai, Agrippina trở thành một góa phụ rất giàu có. Cũng trong năm ấy, vào một dịp lễ hội tôn giáo có sự tham dự của Messalina cùng con trai, Britannicus, và hai mẹ con Agrippina và Lucius. Đám đông chào đón Agrippina và Lucius nồng nhiệt hơn chào đón Messalina và Britannicus. Nhiều người tỏ ra thương cảm Agrippina vì những bất hạnh trong cuộc đời bà. Agrippina cũng viết một cuốn hồi ký thuật lại những đau thương của gia đình.

### Vươn đến quyền lực
Năm 48, sau khi Messalina qua đời, Claudius tính đến chuyện kết hôn lần thứ tư. Lúc ấy, Agrippina đang là người tình của một trong những cố vấn của Claudius tên Pallas. Pallas khuyên Claudius cưới Agrippina với lập luận con trai của Agrippina là cháu nội của người anh em quá cố của hoàng đế, Germanicus; như thế cuộc hôn nhân giữa Claudius và Agrippina sẽ kết hợp hai nhánh của nhà Claudius. Tuy nhiên, trong xã hội La Mã, hôn phối giữa chú và cháu bị xem là loạn luân.
Agrippina và Claudius kết hôn vào ngày đầu tiên năm của 49. Cuộc hôn nhân gây ra nhiều bất bình, nhưng đây là một phần trong kế hoạch của Agrippina đưa con trai của bà lên ngai hoàng đế. Bà ra tay triệt hạ đối thủ, cũng là người họ hàng xa Lollia Paulina, từng là người có triển vọng trở thành vợ của Claudius. Năm 49, Agrippina cáo buộc Paulina tội phù thủy. Không có cơ hội biện hộ, bị tước đoạt tài sản và bị lưu đày, Paulina tự tử.
Trước lúc Agrippina kết hôn với Claudius, phán quan Lucicus Junius Silanus Torquatus, cũng là anh em họ với bà, đã đính hôn với Claudia Octavia, con gái của Claudius. Nhưng đến năm 48 hôn ước này bị đổ vỡ khi Agrippina mưu tính với quan chấp chính Lucius Vitellius vu cáo Silanus có quan hệ tình cảm với em gái, Junia Calvina, với ý định sẽ cho con trai bà kết hôn với Octavia. Claudius hủy hôn ước và buộc Silanus phải từ chức. Silanus tự sát đúng vào ngày Agrippina kết hôn với Claudius, còn Calvina bị lưu đày. Cuối năm 54, Agrippina ra lệnh giết anh cả của Silanus, Marcus Junius Silanus Torquatus, vì Marcus mưu trả thù cho em trai.

### Hoàng hậu La Mã
Kết hôn với người chồng thứ ba, Agrippina trở thành người phụ nữ quyền thế nhất Đế quốc La Mã. Bà là mẹ kế của Claudia Antonia (con gái và là con duy nhất của Claudia với Aelia Paetina), Claudia Octavia và Britannicus, hai người con của Claudia với Messalina. Agrippina trừ khử bất cứ ai bà cho là trung thành với Messalina. Bà cũng triệt hạ bất cứ ai bà tin sẽ là mối đe dọa cho địa vị của bà và tiền đồ của con trai bà (một trong những nạn nhân của Agrippina là cô của Lucius và là mẹ của Messalina, Domitia Lepida).
Năm 50, Agrippina nhận danh hiệu Augusta (chưa có phụ nữ nào trong đế quốc được ban danh hiệu này khi chồng còn sống). Cũng trong năm ấy, Claudius thành lập một thuộc địa La Mã mệnh danh Colonia Claudia Ara Agrippinensis, còn gọi là Agrippinensium, đặt theo tên Agrippina. Đây là nơi bà sinh.
Agrippina thuyết phục Claudius nhận con trai của bà làm nghĩa tử và là người kế vị. Năm 50, Lucius Domitius Ahenobarbus được ông chú và là cha kế, Claudius, nhận làm con và là người kế vị, đổi tên thành Nero Claudius Caesar Drusus Germanicus. Agrippina và Claudius sắp đặt cho Nero đính hôn với Octavia, đem Seneca từ nơi lưu đày về làm thầy giáo cho Nero. Agrippina tước quyền thừa kế của Britannicus và cô lập cậu trong mối quan hệ với cha. Năm 51, Agrippina ra lệnh giết Sosibius, thầy giáo của Britannicus, bởi vì Sosibius dám đối đầu với Agrippina và giận dữ khi thấy Claudius nhận Nero làm con và là người kế vị thay vì chọn con trai của mình Britannicus làm người nối ngôi.
Ngày 9 tháng 6 năm 53, Nero thành hôn với Octavia. Sau đó, khi ân hận về quyết định cưới Agrippina và nhận Nero làm con, Claudius quay sang trọng vọng Britannicus và chuẩn bị đưa con trai lên ngai. Agrippina quyết định trừ khử Claudius. Người ta tin rằng Agrippina đã đầu độc Claudius bằng một đĩa nấm nhân một đại tiệc tổ chức trong ngày 13 tháng 10 năm 54, nhờ đó Nero mau chóng trở thành hoàng đế. Tuy nhiên, bởi vì có nhiều chi tiết khác nhau liên quan đến sự kiện này nên cũng có thể Claudius chết không phải do đầu độc.

## Triều đại Nero

### Tranh chấp Quyền lực

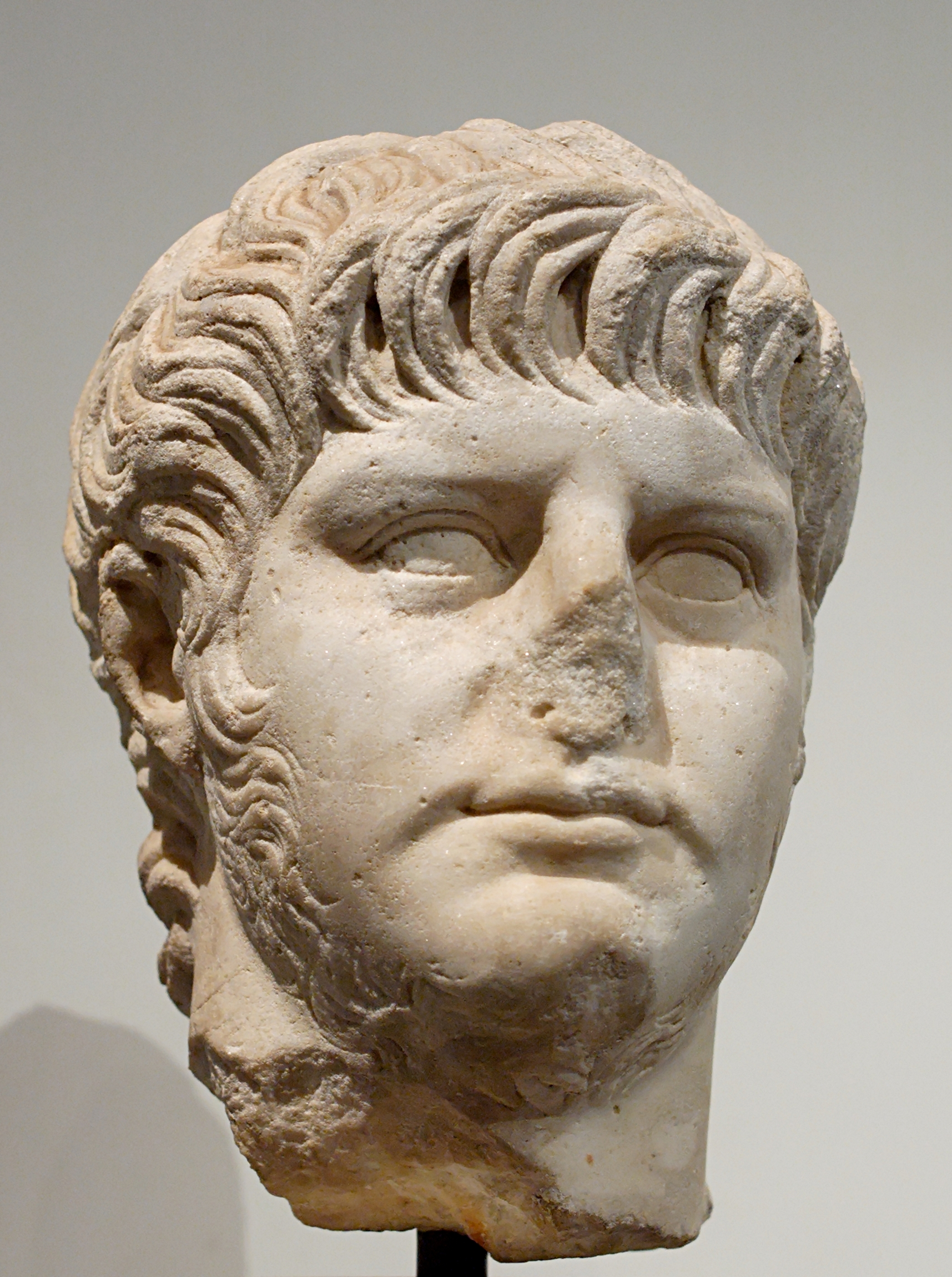
Tượng Nero.

Agrippina nhận danh hiệu nữ tư tế trong nghi thức cúng tế Claudius khi ấy đã được phong thần. Bà được phép đến dự các kỳ họp của nguyên lão nghị viện, quan sát và lắng nghe các bàn luận đằng sau một bức màn.
Trong những tháng đầu tiên của triều Nero, Agrippina kiểm soát con trai và đế quốc. Tuy nhiên, khi Nero bắt đầu dan díu với một phụ nữ tự do tên Claudia Acte mà Agrippina kịch liệt phản đối, thì bà bị mất quyền lực. Agrippina quay sang ủng hộ Britannicus và tìm cách đưa ông lên ngôi. Tháng 2 năm 55, Britannicus bị đầu độc theo lệnh của Nero. Đây là thời điểm khởi đầu cuộc tranh chấp quyền lực giữa Agrippina và con trai của bà.
Từ năm 55 đến 58, Agrippina tỏ ra hết sức dè dặt và chăm chú quan sát mọi hành vi của Nero. Agrippina bị con trai tước bỏ quyền lực và mọi danh hiệu, kể cả đội cận vệ người La Mã và đội cận vệ người Đức của bà. Pallas bị loại khỏi triều đình. Sự thật sủng của Pallas và sự chống đối của Burrus và Seneca được xem là do Agrippina mất quyền kiểm soát.
Đến năm 57, Agrippina bị trục xuất khỏi hoàng cung, và bị đưa đến một lãnh địa ven sông tại Misenum. Khi Agrippina sống ở Misenum với những chuyến viếng thăm ngắn ngủi đến La Mã, bà luôn bị người của Nero đến quấy nhiễu. Tuy nhiên, bà rất được lòng dân, nhờ đó vẫn duy trì được ảnh hưởng.

### Qua đời
Tình huống xung quanh cái chết của Agrippina là không rõ ràng do sự mâu thuẫn trong các chứng cứ lịch sử và do khuynh hướng chống Nero. Tất cả các câu chuyện kể về cái chết của Agrippina còn lưu truyền đến ngày nay đều mâu thuẫn và thường có nhiều thêm thắt.
Theo Tacitus, năm 58 Nero dan díu với một phụ nữ quý tộc tên Poppaea Sabina. Tìm ra lý cớ để ly dị vợ, Octavia, và kết hôn với Poppaea khi Agrippina còn sống là điều bất khả về mặt chính trị, nên Nero quyết định giết Agrippina. Song, mãi đến năm 62 Nero mới cưới Poppaea nên luận cứ này cũng bị đặt nghi vấn. Hơn nữa, Suetonius cho thấy Nero chỉ trừ khử Otho, chồng của Poppaea sau khi Agrippina chết năm 59, do đó khó có thể tin rằng Poppaea áp lực Nero làm điều này. Theo luận cứ của một số sử gia hiện đại, Nero quyết định giết Agrippina do bà âm mưu đưa Gaius Rubellius Plautus (anh em họ bên ngoại của Nero) lên ngôi vua.
Tacitus cho rằng Nero tính chuyện đầu độc hoặc đâm chết mẹ, nhưng thấy những phương pháp này khó thực hiện mà dễ bị lộ nên quyết định dàn dựng một vụ đắm thuyền. Dù vẫn luôn dè chừng, Agrippina đã lên thuyền, suýt chết vì trần thuyền làm bằng chì đổ sập lên bàn, chỉ nhờ chiếc sofa che chở. Các thủy thủ đánh chìm chiếc thuyền nhưng Agrippina kịp bơi vào bờ. Khi nghe tin Agrippina còn sống, Nero sai ba sát thủ đến đâm chết bà.
Còn theo Suetonius, Nero bối rối vì mẹ luôn cẩn trọng nên ba lần cố đầu độc bà, nhưng bà kịp dùng thuốc giải nên thoát chết. Nero dàn cảnh trần nhà đổ để giết bà trong phòng ngủ nhưng không thành công. Ông bèn cho chế tạo một chiếc thuyền để bị đánh đắm, rồi cho một chiếc thuyền khác đâm vào chiếc thuyền này khi có Agrippina. Nhưng Agrippina lại thoát chết nên Nero ra lệnh giết bà rồi dàn cảnh thành một vụ tự sát.
Câu chuyện của Cassius Dio có nhiều chi tiết khác, bắt đầu với Poppaea như là nguyên cớ của vụ mưu sát. Nero cho thiết kế một chiếc tàu có đáy mở. Agrippina bị đưa lên tàu, sàn tàu mở ra, bà bị rơi xuống biển, nhưng bơi được vào bờ, Nero sai một sát thủ dến giết bà, rồi tuyên bố Agrippina mưu sát ông rồi tự tử. Agrippina bảo sát thủ đâm vào bụng bà, ngụ ý muốn sát thủ hủy phá phần này của thân thể nơi bà từng mang nặng "đứa con trai đáng kinh tởm."
Nero đến xem xác mẹ và khen bà đẹp biết bao, rồi cho hỏa táng ngay trong đêm. Đêm đó, Nero thẫn thờ, câm lặng và khiếp đảm. Khi tin tức về cái chết của Agrippina được loan ra, quân đội La Mã, nguyên lão nghị viện và nhiều người gửi thư chúc mừng Nero.

## Trong Nghệ thuật
Hình ảnh Agrippina được tiểu thuyết hoá để hình thành phần chính vở opera Agrippina của Handel. Tính cách của Agrippina được các diễn viên thể hiện trong những xuất phẩm điện ảnh hoặc trong các bộ phim truyền hình, trong đó có Gloria Swanson trong phim Nero’s Mistress (1956), Barbara Young trong loạt phim truyền hình của BBC TV Claudius dựa trên tiểu thuyết của Robert Graves, Ava Gardner trong A. D. Anno Domini, Frances Barber trong kiệt tác kịch nghệ Boudica (2003), và Laura Morante trong loạt phim truyền hình năm 2004 Imperium: Nero.

## Phổ hệ
|  |                                     |  |  |  |  |  |  |  |  |  |  |  |  |  |  |  |
|  | 16. Drusus Claudius Nero            |  |  |  |  |  |  |  |  |  |  |  |  |  |  |  |
|  |                                     |  |  |  |  |  |  |  |  |  |  |  |  |  |  |  |
|  |                                     |  |  |  |  |  |  |  |  |  |  |  |  |  |  |  |
|  | 8. Tiberius Claudius Nero           |  |  |  |  |  |  |  |  |  |  |  |  |  |  |  |
|  |                                     |  |  |  |  |  |  |  |  |  |  |  |  |  |  |  |
|  |                                     |  |  |  |  |  |  |  |  |  |  |  |  |  |  |  |
|  | 17. Claudia Livia Julia             |  |  |  |  |  |  |  |  |  |  |  |  |  |  |  |
|  |                                     |  |  |  |  |  |  |  |  |  |  |  |  |  |  |  |
|  |                                     |  |  |  |  |  |  |  |  |  |  |  |  |  |  |  |
|  | 4. Nero Claudius Drusus             |  |  |  |  |  |  |  |  |  |  |  |  |  |  |  |
|  |                                     |  |  |  |  |  |  |  |  |  |  |  |  |  |  |  |
|  |                                     |  |  |  |  |  |  |  |  |  |  |  |  |  |  |  |
|  | 18. Marcus Livius Drusus Claudianus |  |  |  |  |  |  |  |  |  |  |  |  |  |  |  |
|  |                                     |  |  |  |  |  |  |  |  |  |  |  |  |  |  |  |
|  |                                     |  |  |  |  |  |  |  |  |  |  |  |  |  |  |  |
|  | 9. Livia Drusilla                   |  |  |  |  |  |  |  |  |  |  |  |  |  |  |  |
|  |                                     |  |  |  |  |  |  |  |  |  |  |  |  |  |  |  |
|  |                                     |  |  |  |  |  |  |  |  |  |  |  |  |  |  |  |
|  | 19. Alfidia                         |  |  |  |  |  |  |  |  |  |  |  |  |  |  |  |
|  |                                     |  |  |  |  |  |  |  |  |  |  |  |  |  |  |  |
|  |                                     |  |  |  |  |  |  |  |  |  |  |  |  |  |  |  |
|  | 2. Germanicus Julius Caesar         |  |  |  |  |  |  |  |  |  |  |  |  |  |  |  |
|  |                                     |  |  |  |  |  |  |  |  |  |  |  |  |  |  |  |
|  |                                     |  |  |  |  |  |  |  |  |  |  |  |  |  |  |  |
|  | 20. Marcus Antonius Creticus        |  |  |  |  |  |  |  |  |  |  |  |  |  |  |  |
|  |                                     |  |  |  |  |  |  |  |  |  |  |  |  |  |  |  |
|  |                                     |  |  |  |  |  |  |  |  |  |  |  |  |  |  |  |
|  | 10. Mark Antony                     |  |  |  |  |  |  |  |  |  |  |  |  |  |  |  |
|  |                                     |  |  |  |  |  |  |  |  |  |  |  |  |  |  |  |
|  |                                     |  |  |  |  |  |  |  |  |  |  |  |  |  |  |  |
|  | 21. Julia Antonia                   |  |  |  |  |  |  |  |  |  |  |  |  |  |  |  |
|  |                                     |  |  |  |  |  |  |  |  |  |  |  |  |  |  |  |
|  |                                     |  |  |  |  |  |  |  |  |  |  |  |  |  |  |  |
|  | 5. Antonia em                       |  |  |  |  |  |  |  |  |  |  |  |  |  |  |  |
|  |                                     |  |  |  |  |  |  |  |  |  |  |  |  |  |  |  |
|  |                                     |  |  |  |  |  |  |  |  |  |  |  |  |  |  |  |
|  | 22. Gaius Octavius                  |  |  |  |  |  |  |  |  |  |  |  |  |  |  |  |
|  |                                     |  |  |  |  |  |  |  |  |  |  |  |  |  |  |  |
|  |                                     |  |  |  |  |  |  |  |  |  |  |  |  |  |  |  |
|  | 11. Octavia Thurina minor           |  |  |  |  |  |  |  |  |  |  |  |  |  |  |  |
|  |                                     |  |  |  |  |  |  |  |  |  |  |  |  |  |  |  |
|  |                                     |  |  |  |  |  |  |  |  |  |  |  |  |  |  |  |
|  | 23. Atia Balba Caesonia             |  |  |  |  |  |  |  |  |  |  |  |  |  |  |  |
|  |                                     |  |  |  |  |  |  |  |  |  |  |  |  |  |  |  |
|  |                                     |  |  |  |  |  |  |  |  |  |  |  |  |  |  |  |
|  | 1. Julia Agrippina                  |  |  |  |  |  |  |  |  |  |  |  |  |  |  |  |
|  |                                     |  |  |  |  |  |  |  |  |  |  |  |  |  |  |  |
|  |                                     |  |  |  |  |  |  |  |  |  |  |  |  |  |  |  |
|  | 12. Lucius Vipsanius Agrippa        |  |  |  |  |  |  |  |  |  |  |  |  |  |  |  |
|  |                                     |  |  |  |  |  |  |  |  |  |  |  |  |  |  |  |
|  |                                     |  |  |  |  |  |  |  |  |  |  |  |  |  |  |  |
|  | 6. Marcus Vipsanius Agrippa         |  |  |  |  |  |  |  |  |  |  |  |  |  |  |  |
|  |                                     |  |  |  |  |  |  |  |  |  |  |  |  |  |  |  |
|  |                                     |  |  |  |  |  |  |  |  |  |  |  |  |  |  |  |
|  | 3. Agrippina mẹ                     |  |  |  |  |  |  |  |  |  |  |  |  |  |  |  |
|  |                                     |  |  |  |  |  |  |  |  |  |  |  |  |  |  |  |
|  |                                     |  |  |  |  |  |  |  |  |  |  |  |  |  |  |  |
|  | 28. (= 22.)                         |  |  |  |  |  |  |  |  |  |  |  |  |  |  |  |
|  |                                     |  |  |  |  |  |  |  |  |  |  |  |  |  |  |  |
|  |                                     |  |  |  |  |  |  |  |  |  |  |  |  |  |  |  |
|  | 14. Hoàng đế Augustus               |  |  |  |  |  |  |  |  |  |  |  |  |  |  |  |
|  |                                     |  |  |  |  |  |  |  |  |  |  |  |  |  |  |  |
|  |                                     |  |  |  |  |  |  |  |  |  |  |  |  |  |  |  |
|  | 29. (= 23.)                         |  |  |  |  |  |  |  |  |  |  |  |  |  |  |  |
|  |                                     |  |  |  |  |  |  |  |  |  |  |  |  |  |  |  |
|  |                                     |  |  |  |  |  |  |  |  |  |  |  |  |  |  |  |
|  | 7. Julia mẹ                         |  |  |  |  |  |  |  |  |  |  |  |  |  |  |  |
|  |                                     |  |  |  |  |  |  |  |  |  |  |  |  |  |  |  |
|  |                                     |  |  |  |  |  |  |  |  |  |  |  |  |  |  |  |
|  | 30. Lucius Scribonius Libo          |  |  |  |  |  |  |  |  |  |  |  |  |  |  |  |
|  |                                     |  |  |  |  |  |  |  |  |  |  |  |  |  |  |  |
|  |                                     |  |  |  |  |  |  |  |  |  |  |  |  |  |  |  |
|  | 15. Scribonia                       |  |  |  |  |  |  |  |  |  |  |  |  |  |  |  |
|  |                                     |  |  |  |  |  |  |  |  |  |  |  |  |  |  |  |
|  |                                     |  |  |  |  |  |  |  |  |  |  |  |  |  |  |  |
|  | 31. Sentia                          |  |  |  |  |  |  |  |  |  |  |  |  |  |  |  |
|  |                                     |  |  |  |  |  |  |  |  |  |  |  |  |  |  |  |
|  |                                     |  |  |  |  |  |  |  |  |  |  |  |  |  |  |  |